# Hadilka obecná
Hadilka obecná či také hadí jazyk obecný (Ophioglossum vulgatum) je vytrvalá chráněná kapradina z čeledi hadilkovité (Ophioglossaceae). Tento druh je proměnlivý. Týká se to hlavně velikosti listů a tvaru sterilních částí rostlin. Průměrně hadilky dosahují výšky 9 - 14 cm (výjimečně 6 - 23 cm).

## Popis

### Listy
Počet listů bývá 1 - 3. Jsou dlouze řapíkaté, lysé a mají pochvu. Jejich barva je světle hnědá až olivově zelená.
Jeho sterilní část je průměrně 3 - 8,5 cm (výjimečně 1,5 - 12 cm) dlouhá a 2 - 4,2 cm široká. Je matně lesklá a její barva žlutozelená až olivově zelená. Tato část je celistvá, její tvar je vejčitý až kopinatý. Na bázi se pochvovitě sbíhá, vrchol je zaokrouhlený až tupý. Fertilní část je dlouhá až 18 cm a má formu jednoduchého čárkovitého klasu.

### Výtrusnice
Jsou ve dvou řadách v 6 - 40 párech, bočně srostlé a ponořené v pletivu. Jejich tvar je kulovitý. Pukají podélnou štěrbinou, jejich výtrusy jsou hrbolkaté. Výtrusy jsou zralé od června do srpna.

## Stanoviště
Roste na humózních, jílovitých, zásaditých až neutrálních půdách.
Výskyt ve světlých lesích, na vlhkých až mokrých loukách a pastvinách, výjimečně v rákosinách.

## Rozšíření
Téměř celá Evropa, SZ Afrika, střední Asie, Dálný východ, Severní Amerika. V ČR roztroušeně po celém území, 170 - 1500 m n. m. Je zařazena mezi silně ohrožené druhy naší květeny (C2), chráněna zákonem je v kategorii druhů ohrožených (§3).